# Gaetano Gandolfi
Pour les articles homonymes, voir Famille Gandolfi.
Gaetano Gandolfi (né le 31 août 1734 à San Matteo della Decima (it), frazione de San Giovanni in Persiceto et mort le 2 juin 1802 à Bologne) est un peintre, dessinateur et sculpteur italien du baroque tardif, principalement actif à Bologne et ses environs. Il est connu pour ses sujets bibliques, mythologiques et allégoriques, ainsi que pour ses portraits et ses nus. Il est à la fois peintre sur toile et peintre de fresque. Gaetano et son frère aîné Ubaldo comptaient de leur vivant parmi les premiers et les plus célèbres artistes d'Italie. Cette renommée fut acquise grâce à l'excellente qualité de leurs œuvres, qui leur a valu de nombreuses et importantes commandes de la part de cours de toute l'Europe.

## Biographie
Gaetano est né dans un domaine de la vallée du Pô que son père gérait pour le compte d'un propriétaire terrien. Il suit l'exemple de son frère aîné, Ubaldo, et s'inscrit à l'Accademia Clementina de Bologne, où il reçoit plusieurs prix de portraits et de sculpture. La famille Gandolfi produit un certain nombre d'artistes éminents, y compris le frère aîné de Gaetano, Ubaldo et ses fils Giovanni Battista et Ubaldo Lorenzo, ainsi que son propres fils Mauro et petits-enfants Democrito (qui est un élève d'Antonio Canova), et Clementina. Les peintres de la famille Gandolfi sont considérés comme les derniers représentants de la grande manière de peindre caractéristique de l'école de peinture bolonaise, qui s'était imposée près de deux siècles plus tôt avec les membres de la famille de l'Accademia degli Incamminati, les Carracci. L'école de peinture bolonaise se concentre sur les représentations réalistes de l'anatomie humaine et sur le dessin à partir de modèles vivants.
Ses maîtres présumés sont notamment Felice Torelli (1667-1748), Ercole Graziani le Jeune II (1688-1765) et Ercole Lelli (1702-1766), un connu instructeur d'anatomie pour les artistes. Ces maîtres ont inculqué à Gaétane l'importance de la précision anatomique dans ses œuvres. Il voyage en Angleterre en 1788.
Il est fortement influencé par Giambattista Tiepolo et le style original de son frère aîné Ubaldo. À la fin de sa période d'activité, l'art de Gaetano devient de plus en plus néoclassique. À cette époque, tant sur le plan stylistique que thématique, il semble bien connaître Corrado Giaquinto ainsi que les courants artistiques de la France des années 1760.
Gaetano meurt en jouant à la pétanque sur le terrain de l'église de S. Egidio, probablement d'une crise cardiaque, bien qu'il existe une autre tradition selon laquelle il aurait été frappé à la tête par une balle.

## Œuvres

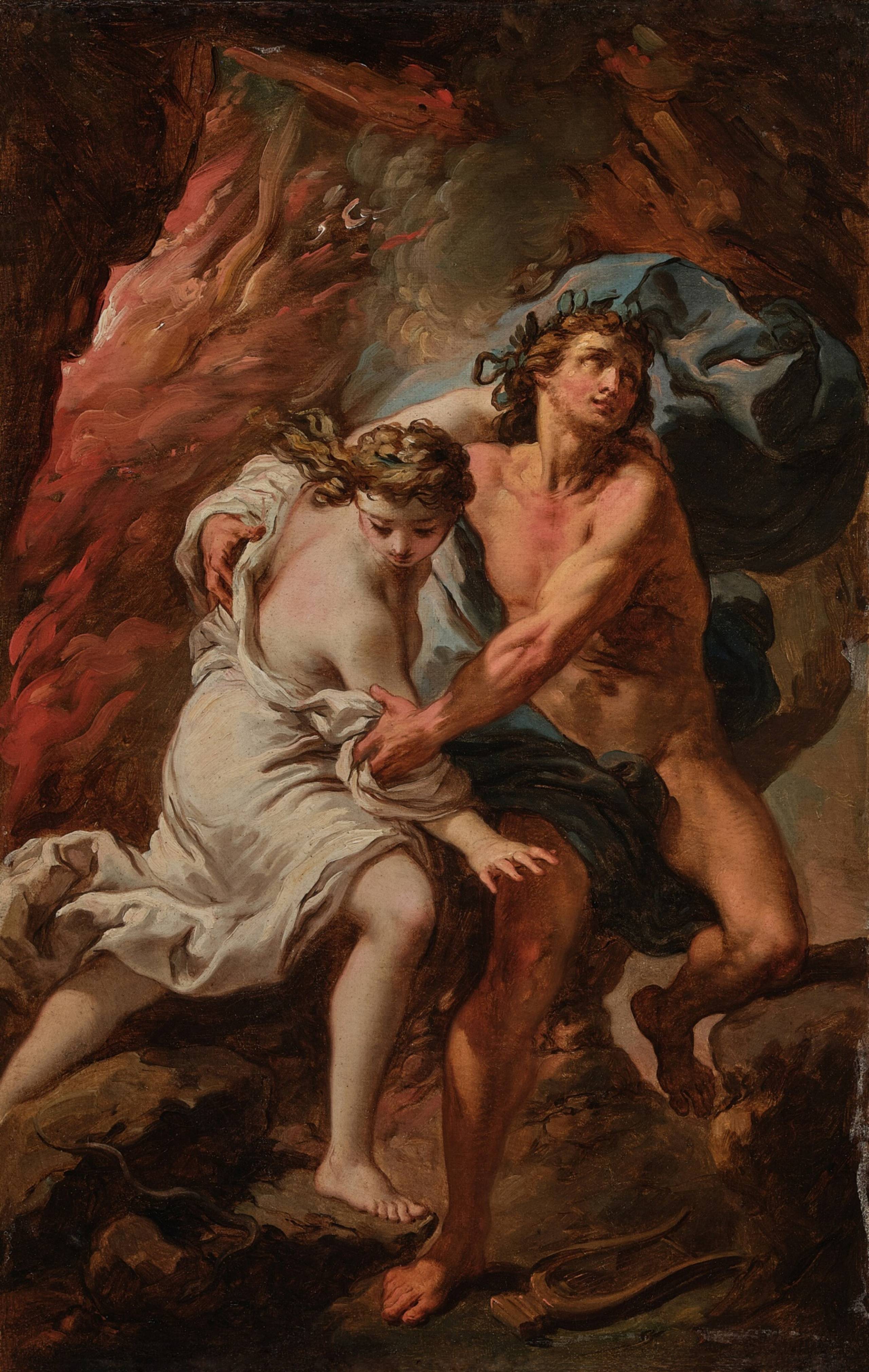
Orphée et Eurydice fuyant l'Enfer (ca. 1785)

- Orphée et Eurydice fuyant l'Enfer (ca. 1785)Madone du rosaire, galerie de peinture de la Caisse d'Épargne de Cesena
- Autoportrait, collection privée, Bologne
- Ritratto di Giovanna Spisani, collection privée, Bologne
- Maria Maddalena Penitente, collection privée, Bologne
- Liberazione di San Pietro dal Carcere, Staatsgalerie, Stuttgart
- Allegoria della giustizia, musée du Louvre, Paris
- Giunone e i pavoni, château de Dublin, Irlande du nord
- Minerva e le civette, château de Dublin, Irlande du nord
- Fucina di Vulcano, château de Dublin, Irlande du nord
- Giove e Giunone atterrano un Titano, collection privée, Londres
- Bacco e Arianna, fondation Roberto Longhi, Florence
- Giudizio di Salomone, collection privée, Paris
- Cristo e l'Adultera, collection privée, Bologne
- Cavaliere che spara a una statua, collection privée, Bologne
- Beato Bernardino da Feltre, église San Paolo in Monte, Bologne
- Giove e Semele, collection privée, Bologne
- Nascita di Venere, collection privée, Bruxelles
- Sant'Emidio implora la Beata Vergine di San Luca per la cessazione del terremoto e Sant'Ivo, église San Petronio, Bologne
- La Morte di Socrate, collection privée, Bologne
- Ratto di Dejanira, collection privée, Padoue
- Busto di uomo barbuto, collection privée, Bologne
- Beato Vernagalli fonda l'Ospedale dei trovatelli, Museo Nazionale, Pise
- Deposizione di Cristo, Museo Provinciale dei Frati Minori Cappuccini, Bologne
- Diogene e Alessandro, collection privée, Zurich, Suisse
- Miracolo del Beato Leonardo da Porto Maurizio, Bologne, église San Bartolomeo, Beverara
- Trasfigurazione di Cristo, dôme de Forlì

## Œuvres choisies

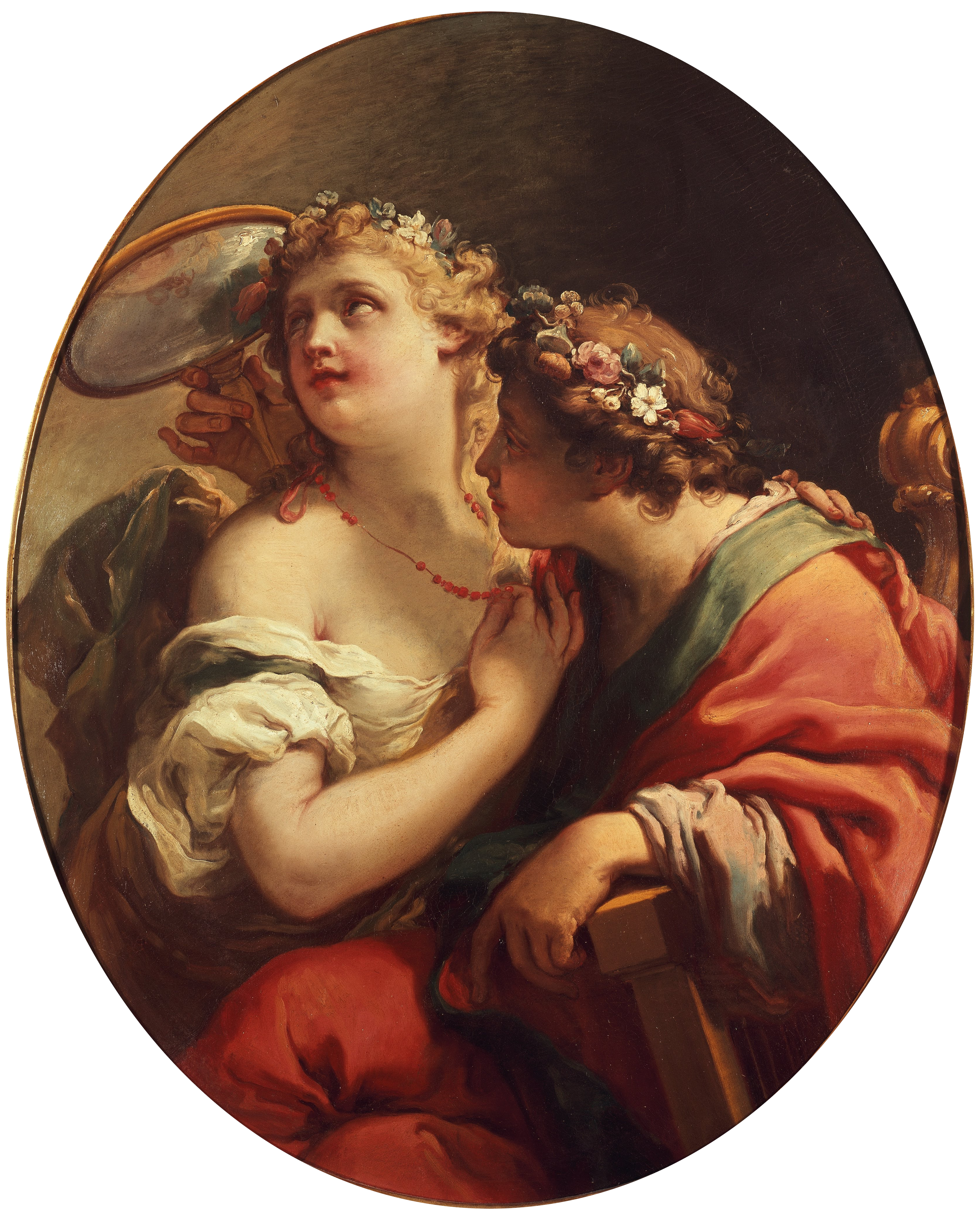
Allégorie de la beauté, Kunsthalle de Brême.
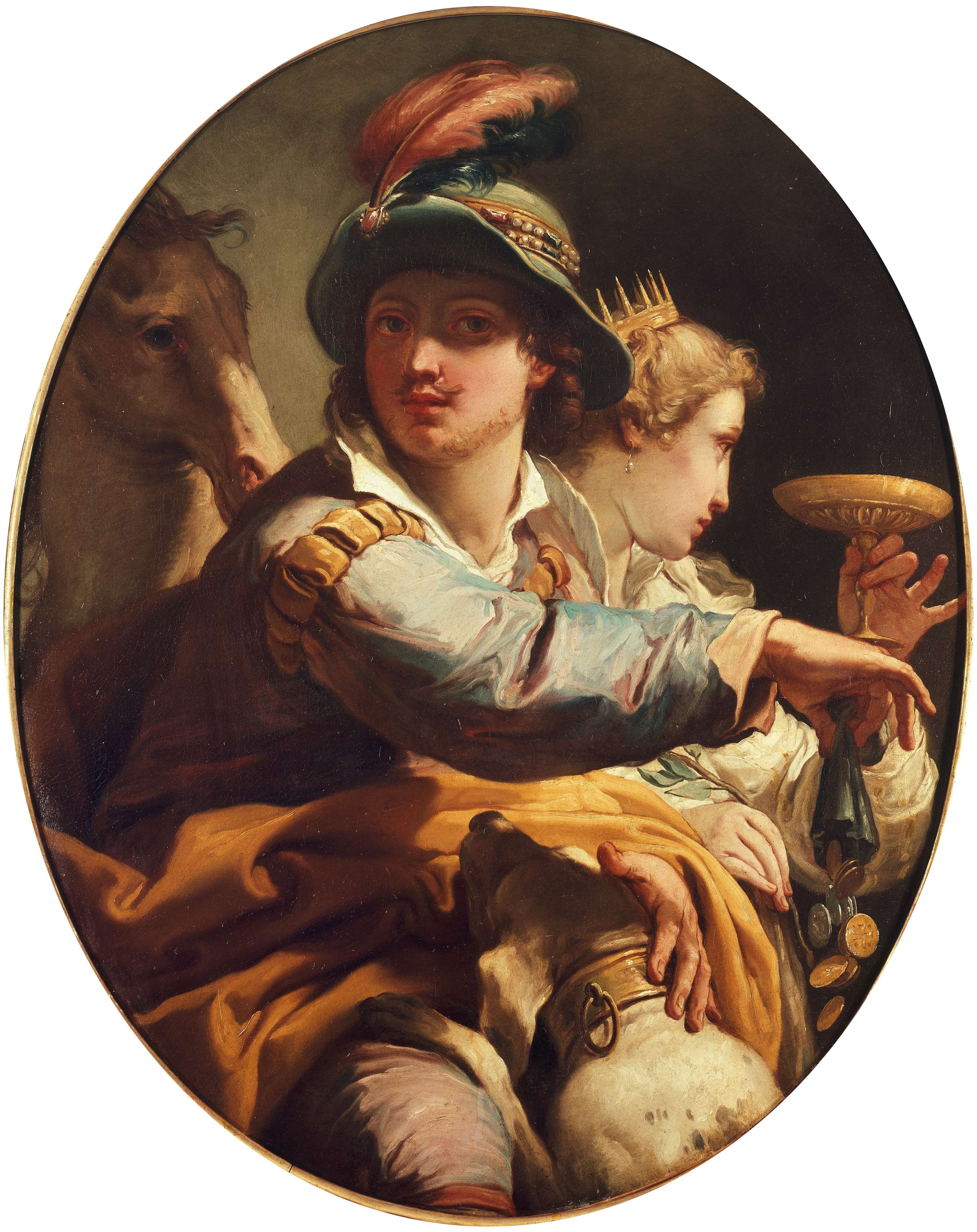
Allégorie de la richesse, Kunsthalle de Brême.
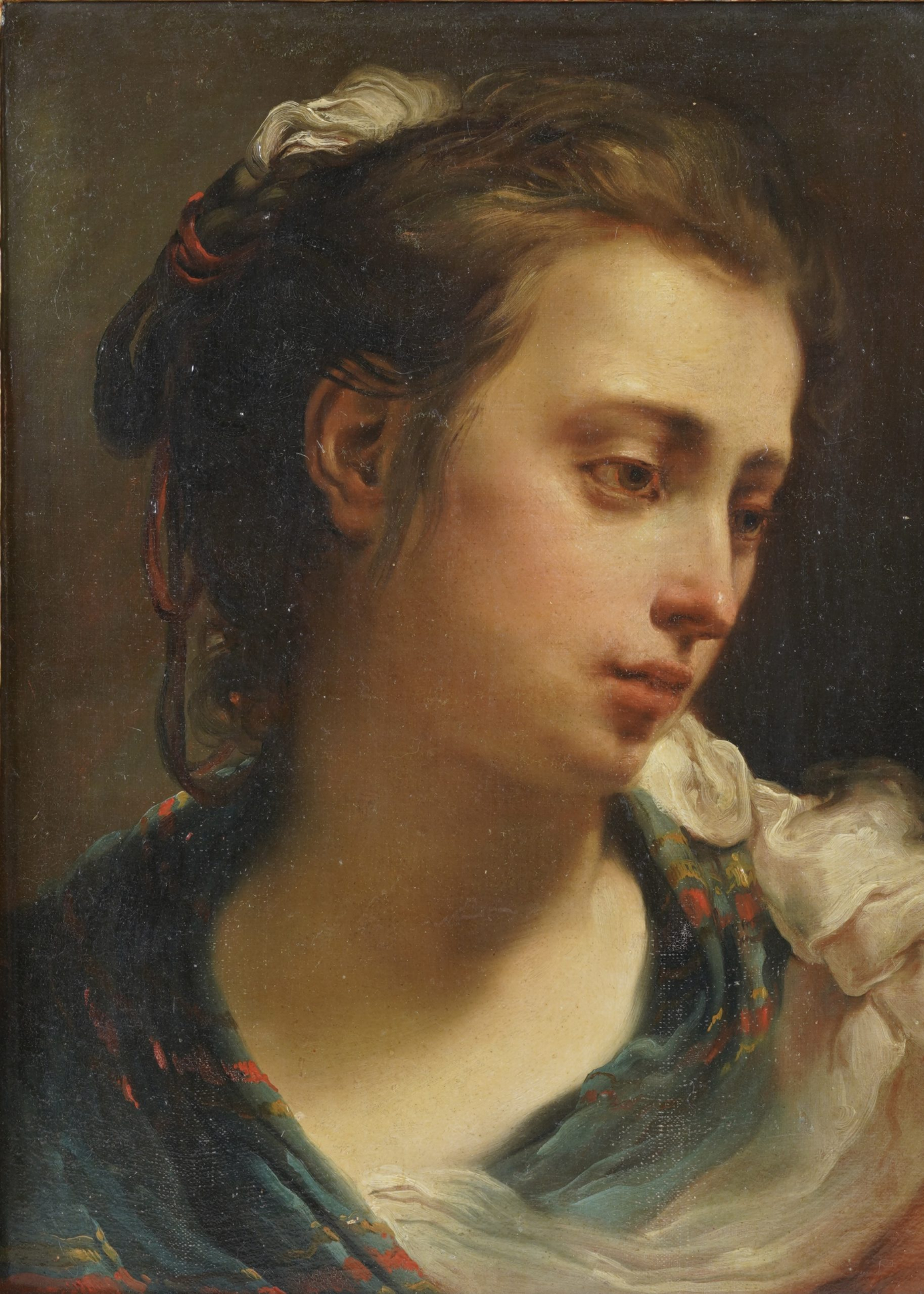
Portrait en buste d'une jeune femme aux cheveux relevés.
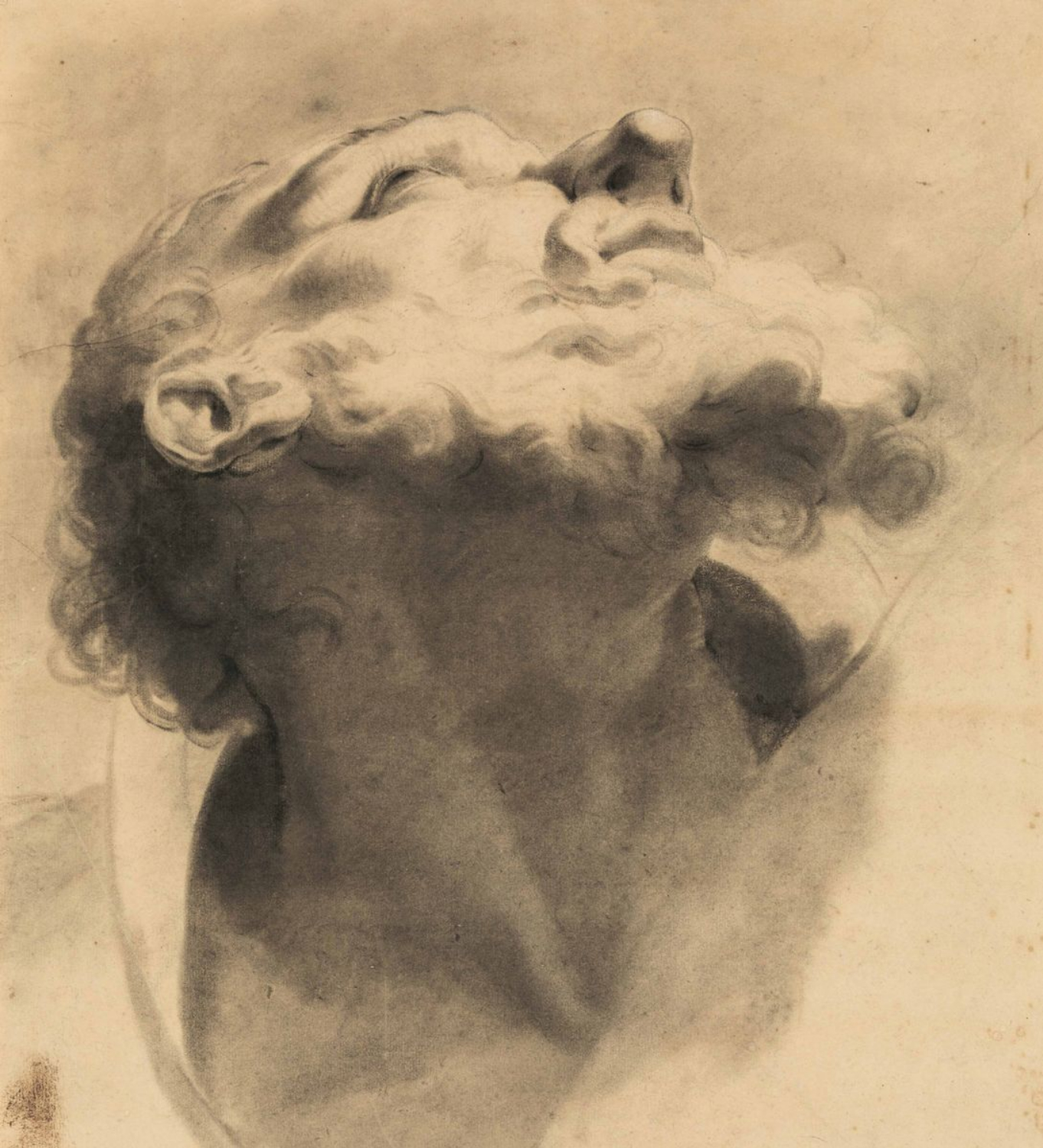
Etude de la tête d'un homme barbu.

## Source
- (en) Cet article est partiellement ou en totalité issu de l’article de Wikipédia en anglais intitulé « Gaetano Gandolfi » (voir la liste des auteurs).